# Новий Світ (станція)
Нови́й Світ — вантажно-пасажирська залізнична станція Донецької дирекції Донецької залізниці на лінії Ларине — Іловайськ. Розташована в смт Новий Світ, Кальміуського району, Донецької області. Є кінцевою станцією, з якої ідуть під'їзні колії на Старобешівську ТЕС. Найближча станція Менчугове (8 км).
Через військову агресію Росії на сході України транспортне сполучення припинене.